# Arte ai Giochi della XI Olimpiade

## Storia
L'inserimento delle competizione d'arte nei giochi olimpici, desiderio primario del barone de Coubertin, che voleva mantenere l'impostazione originale dei giochi panellenici della Grecia antica, impose al Comitato Olimpico Internazionale di dare enfasi anche all'aspetto culturale e intellettuale, oltre che a quello fisico e sportivo, nella organizzazione delle competizioni. Fu comunque necessario un certo periodo di tempo prima che gli artisti di tutto il mondo si convincessero a partecipare ai Giochi, trovando necessariamente la fonte di ispirazione per le loro creazioni nelle discipline sportive.
A partire dall'edizione di Stoccolma, del 1912, fino a quella di Berlino, nel 1936, nella quale l'Italia si aggiudicò 2 medaglie d'oro, 3 d'argento e 1 di bronzo (vedere tabella esplicativa), i Giochi si svolsero regolarmente (con la sola eccezione del 1916, per la guerra in corso), comprendendo diverse discipline artistiche. Dalle arti figurative -scultura e pittura-, alla musica -canto e orchestra-, all'architettura -progettazione e urbanistica-, alla letteratura -epica e poesia-. La seconda guerra mondiale interruppe il ciclo olimpico (1940, 1944), che riprese, comprendendo l'Arte soltanto per una edizione, con le Olimpiadi di Londra del 1948. Nelle successive edizioni, senza apparenti giustificazioni, se non la maggiore difficoltà a dimostrare la condizione dilettantistica dei concorrenti, i Giochi Olimpici si svolsero senza il contributo culturale ed intellettuale delle discipline artistiche, proseguendo fino ai giorni nostri nella veste attuale, pur aggiornandosi con l'esclusione o l'inserimento di discipline sportive sorpassate, ovvero di nuovo interesse.

## Tabella esplicativa
Vincitori di medaglie nell'arte ai Giochi olimpici di Berlino 1936
| Disciplina            | Oro                                               | Argento                     | Bronzo                                           |
| Scultura              | Farpi Vignoli, Italia                             | Arno Breker, Germania       | Stig Blomberg, Svezia                            |
| Pittura               |                                                   | Rudolf Eisenmenger, Austria | Tsuguharu Foujita, Giappone Carlo Vitale, Italia |
| Urbanistica           | Walter March e Werner March, Germania             | Charles Lay, Stati Uniti    | Theo Nußbaum, Germania                           |
| Letteratura           | Urho Karhumäki, Finlandia                         | Wilhelm Ehmer, Germania     | Jan Parandowski, Polonia                         |
| Musica                | Werner Egk, Germania                              | Lino Liviabella, Italia     | Jaroslav Kricka, Cecoslovacchia                  |
| Architettura          | Hermann Kutschera, Austria                        | Werner March, Germania      | Herbert Kastinger e Hermann Stiegholzer, Austria |
| Medaglie              |                                                   | Luciano Mercante, Italia    | Jozuë Dupon, Belgio                              |
| Acquarello            |                                                   | Romano Dazzi, Italia        | Shujaku Suzuki, Giappone                         |
| Grafica               | Alex Diggelmann, Svizzera                         | Alfred Hierl, Germania      | Stanislaw Ostoja-Chrostowski, Polonia            |
| Lirica                | Felix Dhünen-Sondinger, Germania                  | Bruno Fattori, Italia       | Hans Hellmuth Stoiber, Austria                   |
| Bassorilievo          | Emil Sutor, Germania                              | Józef Klukowski, Polonia    |                                                  |
| Canto                 | Paul Höffer, Germania                             | Kurt Thomas, Germania       | Harald Genzmer, Germania                         |
| Merito in Aeronautica | Hermann Schreiber, Svizzera                       |                             |                                                  |
| Merito in Alpinismo   | Günter Dyhrenfurth e Hettie Dyhrenfurth, Svizzera |                             |                                                  |

## Risultati
Complessivamente, ai Giochi olimpici comprendenti le competizioni d'Arte, dal 1912 al 1948 (7 edizioni), vennero assegnate 151 medaglie.  L'Italia se ne aggiudicò 14, tra cui ben 5 ori, 7 argenti e 2 bronzi. Un risultato di tutto rispetto: 2ª di tutti i tempi, su 23 nazioni premiate, nel medagliere olimpico artistico.